# Vítonice (ort i Tjeckien, Zlín)
Vítonice är en ort i Tjeckien.   Den ligger i regionen Zlín, i den östra delen av landet, 250 km öster om huvudstaden Prag. Vítonice ligger 274 meter över havet och antalet invånare är 465.
Terrängen runt Vítonice är platt åt nordväst, men åt sydost är den kuperad.Runt Vítonice är det ganska glesbefolkat, med 26 invånare per kvadratkilometer. Närmaste större samhälle är Přerov, 17,5 km väster om Vítonice. I omgivningarna runt Vítonice växer i huvudsak blandskog.